# La Bâthie
La Bâthie település Franciaországban, Savoie megyében. Lakosainak száma 2168 fő (2022. január 1.). La Bâthie Beaufort, Cevins, Esserts-Blay, Saint-Paul-sur-Isère és Tours-en-Savoie községekkel határos.

## Népesség
A település népességének változása:
| Lakosok száma | 2132 | 2184 | 2261 | 2194 | 2176 | 2152 | 2129 | 2142 | 2168 |
|               | 2013 | 2015 | 2016 | 2017 | 2018 | 2019 | 2020 | 2021 | 2022 |